# Kalkonkondor
Kalkonkondor (Cathartes aura) är den mest spridda av kondorerna. Den förekommer över stora delar av Amerika, från södra Kanada till södra spetsen på Sydamerika. IUCN kategoriserar den som livskraftig.

## Utbredning och systematik

### Taxonomi

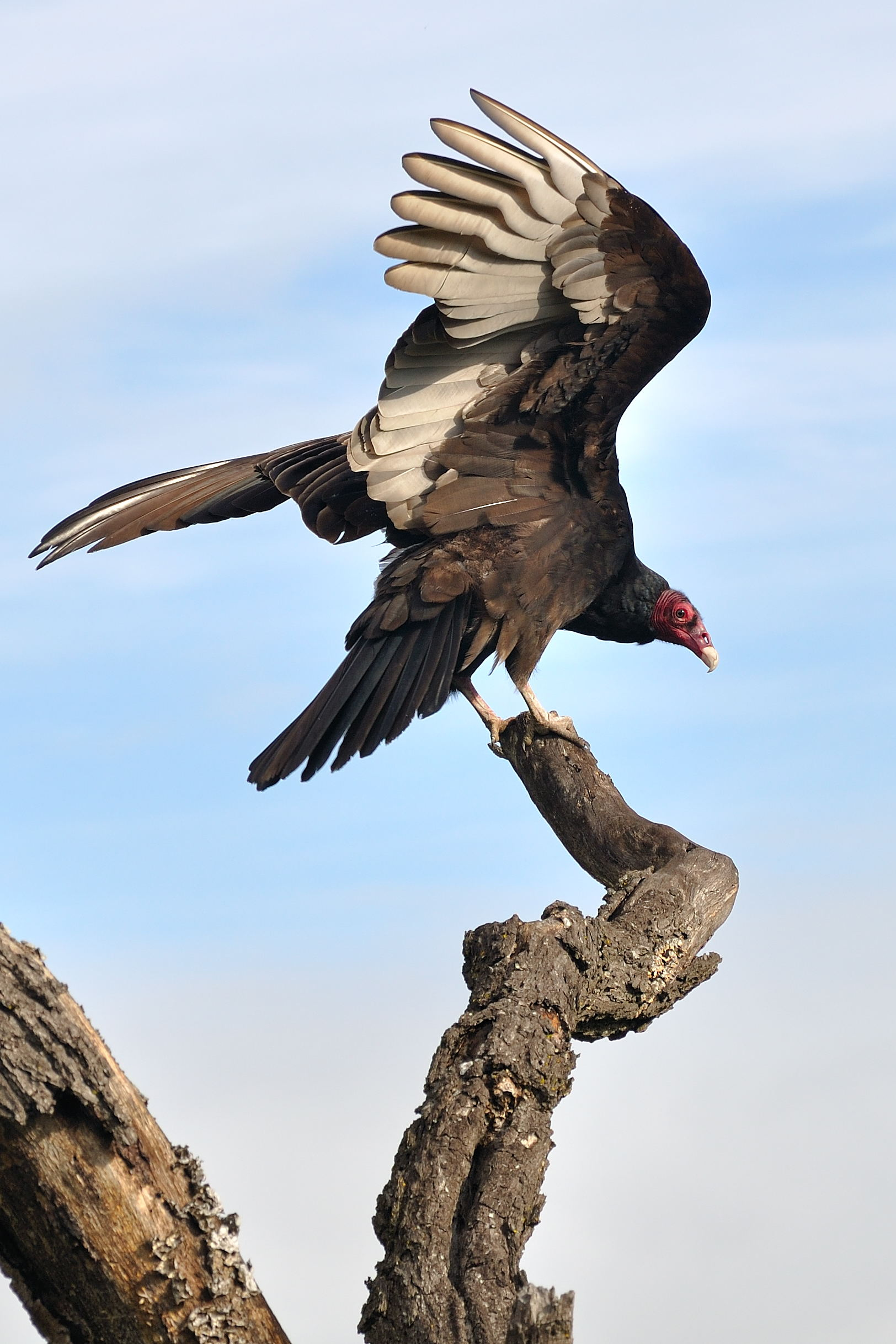
Kalkonkondor i San Jose i Kalifornien.

Kalkonkondoren beskrevs taxonomiskt första gången av Carl von Linné som Vultur aura i den 10:e upplagan av hans Systema Naturae från 1758, och omskrivs där som "V. fuscogriseus, remigibus nigris, rostro albo" ("brungrå gam med svarta vingar och vit näbb"). Den tillhör familjen kondorer (Cathartidae) med sex andra arter och placeras i släktet Cathartes, tillsammans med de två andra arterna skogskondor (C. melambrotus) och savannkondor (C. burrovianus).
Den exakta taxonomiska placeringen av kalkonkondor och de andra sex arterna inom familjen har varit mycket omdiskuterad. Trots att kondorer och gamla världens gamar har liknande morfologi och nyttjar samma ekologiska nisch så härstammar de från olika förfäder i olika delar av världen. Precis hur olika är under diskussion. Tidigare menade vissa forskare att kondorer är mer närbesläktade med storkarna. Efter genetiska studier anses de numera vara avlägsna men ändå släktingar till ordningen hökfåglar där gamarna ingår, antingen inkluderade i denna eller urskilda i en egen ordning, Cathartiformes.

### Utbredning
Kalkonkondor är den mest spridda arten av alla kondorer och den återfinns från södra Kanada till sydligaste spetsen av Sydamerika. Den bebor en mängd öppna och halvöppna biotoper, som subtropisk skog, busklandskap, betesmark och öken. Däremot finns den inte i regnskogar, och normalt inte på höjder över 2 500 meter över havet, även om den har synts på 4 300 meters höjd i Bolivia.
Arten har observerats i Sverige, men det har bedömts osannolikt att den nått landet på naturlig väg.

### Underarter
Kalkonkondoren delas här upp i fyra underarter i tre grupper:
- aura-gruppen
  - Cathartes aura aura inklusive meridionalis Swann, 1921, nominatformen, "västlig kalkonkondor" – återfinns sommartid i västra Nordamerika och söderut till Costa Rica och Västindien; mest flyttningsbenägna underarten som flyttar vintertid så långt som till Sydamerika.[9]
  - Cathartes aura septentrionalis Wied, 1839, "östlig kalkonkondor" – återfinns från sydöstra Kanada och söderut genom östra USA; mindre flyttningsbenägen än nominatformen och flyttar sällan söder om USA[9]
- Cathartes aura ruficollis Spix, 1824  – återfinns i Panama och söderut genom Uruguay och Argentina; även på Trinidad[10]
- Cathartes aura jota inklusive falklandicus, (Molina, 1782), "chilensk kalkonkondor", återfinns utmed Stillahavskusten i Sydamerika och Patagonien samt i Falklandsöarna

## Utseende och läte

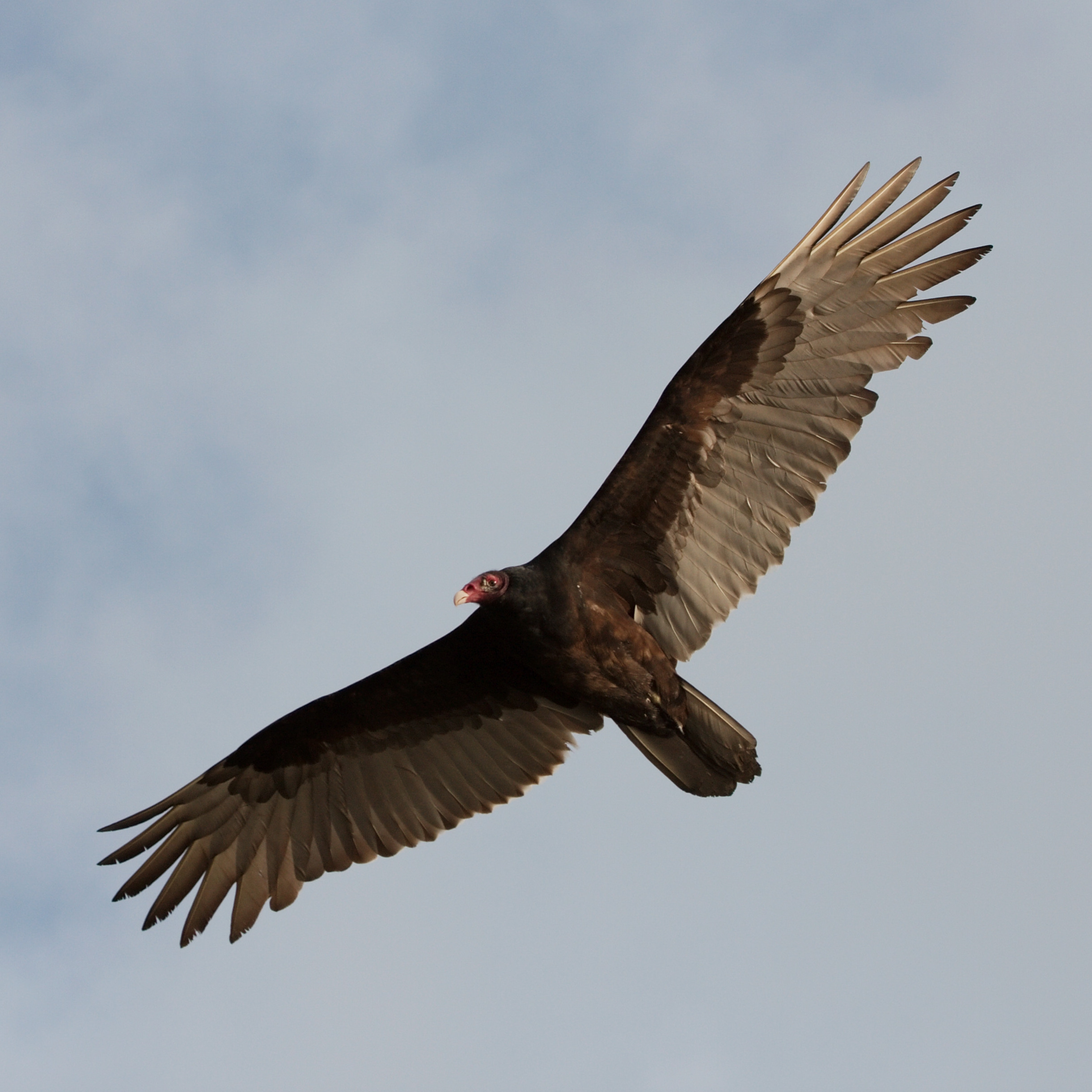
En flygande kalkonkondor över Florida.

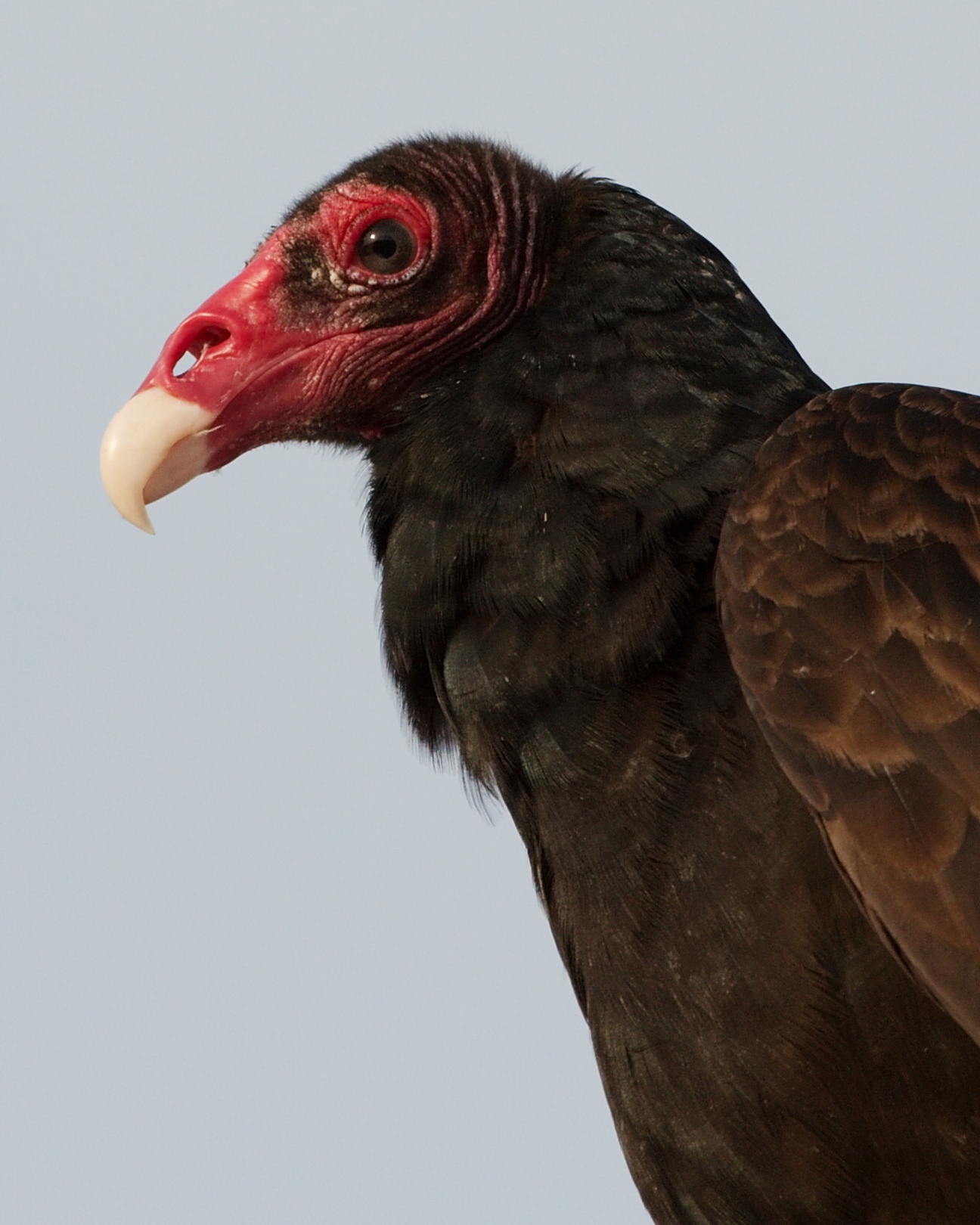
Närbild av huvudet där man ser de öppna näsborrarna.

Kalkonkondoren är en stor fågel med ett vingspann på 173–183 centimeter och en genomsnittlig vikt på 1,4 kilogram. Fjäderdräkten är mörkbrun till svart. Dess hals och huvud saknar fjädrar och är lilaröda och näbben är kort, nedåtböjd och elfenbensfärgad.

### Läte
Kalkonkondoren saknar syrinx, vilket är fåglarnas röstorgan, vilket medför att de enda läten den kan producera är en form av grymtningar och lågt väsande.

### Morfologiska skillnader hos underarterna
Nominatformen aura är den minsta underarten och skiljer sig färgmässigt från septentrionalis då de mindre vingtäckarna är mörkare bruna. Underarten septentrionalis skiljer sig också från nominatformen då den har andra proportioner på stjärt och vingar. Underarten ruficollis är mörkare och svartare än nominatformen, med bruna vingkanter, vilka är smalare eller saknas helt. Huvudet och nacken på detta taxon är djupröda med gulvita eller grönvita markeringar. Adulta fåglar har vanligtvis en ljusgul fläck på toppen av hjässan. Underarten jota är större, brunare och något blekare än ruficollis. Dess armpennor och vingtäckare kan ha grå bräm.

## Ekologi

### Beteende
Kalkonkondoren tillbringar mycket tid med att glidflyga över öppen terräng. Den använder sig av termik för att glidflyga och slår oregelbundet med vingarna. De vilar i större grupper. Den har mycket få naturliga fiender.

### Föda
Kalkonkondoren är en asätare som nästan uteslutande livnär sig på kadaver. Den födosöker främst med hjälp av sitt utmärkta luktsinne och flyger därför lågt för att känna lukten av ruttnande djurkroppar.

### Häckning
Kalkonkondoren häckar på skyddade platser, som på klipphyllor och i ihåliga träd, eller i tät vegetation. De bygger inget bo, utan lägger två stycken ägg direkt på det utvalda stället. Äggen är ljusgula med kastanjefärgade stråk. hanen deltar i ruvningen som tar 38-42 dagar. Ungarna stannar i boet tio till elva veckor och matas av föräldrarna med uppstött föda. Att kräkas upp föda på fiender är också det enda sättet de försvarar sina ungar på. Detta är effektivt mot människor.

## Kalkongamen och människan

### Status och hot
I USA är den fredad sedan 1918.

### Namn
Kalkonkondor har fått sitt trivialnamn genom att den i adult fjäderdräkt med sitt röda huvud och svarta fjädrar påminner om en kalkon. Den kallades tidigare kalkongam på svenska, men tilldelades 2024 ett nytt svenskt officiellt namn av Birdlife Sveriges taxonomikommitté för att särskilja från de ej närbesläktade gamarna i gamla världen.
Släktnamnet Cathartes betyder "renaren" och är en latiniserad form från grekiskans kathartēs/καθαρτης. Artepitetet aura, är en latiniserad form av den sydamerikanska ursprungsbefolkningens namn för fågeln, auroura.